# Frères ?
Albums de Dick Annegarn
140 BXL
(1984) Ullegarra
(1990)
Frères ? est un album de Dick Annegarn sorti en 1986.
Sorti initialement sous la forme d'un 33 tours autoproduit, il a été réédité en CD par le label Nocturne avec une nouvelle jaquette, puis intégré par Tôt ou tard au triple CD Années Nocturnes.
La chanson-titre de l'album s'interroge sur la fraternité entre les hommes, mise à mal par les guerres et les racismes, à travers les exemples de Sabra et Chatila, le refrain commençant par : « Frères ? J'y voudrais bien croire ».

## Liste des titres
| No  | Titre                                          | Durée |
| --- | ---------------------------------------------- | ----- |
| 1.  | L'éternité (d'après un poème d'Arthur Rimbaud) | 3:05  |
| 2.  | Frères ?                                       | 5:10  |
| 3.  | Saint-André des arts                           | 4:45  |
| 4.  | Réclame                                        | 4:10  |
| 5.  | Qui sommes-nous ?                              | 4:50  |
| 6.  | Vers nouveaux (sur un poème d'Arthur Rimbaud)  | 5:25  |
| 7.  | N.O.S. amitiés                                 | 3:05  |
| 8.  | De tuinman                                     | 5:10  |
| 9.  | Y allions                                      | 3:15  |
| 10. | Au nom de dieu                                 | 4:40  |

## Musiciens
- Dick Annegarn : chant, guitare acoustique, guitare électrique, piano, steel drum, arrangements
- Jean Avocat : Saxophones, chant, arrangements
- Richard Galliano : accordéon, minimoog, piano, claviers, trombone
- Jean-Marc Jafet : guitare basse
- Luiz Augusto : batterie, percussions
- Philippe Slominski : trompette
- Jean-Charles Capon : violoncelle

- Cobie Ivens : photo
- Daniel Vallancien : prise de son